# Tjålmtjärnen
Tjålmtjärnen är en sjö i Arjeplogs kommun i Lappland och ingår i Umeälvens huvudavrinningsområde. Sjön har en area på 0,135 kvadratkilometer och ligger 443,1 meter över havet.

## Delavrinningsområde
Tjålmtjärnen ingår i det delavrinningsområde (729501-158058) som SMHI kallar för Utloppet av Tjålmtjärnen. Medelhöjden är 475 meter över havet och ytan är 1,13 kvadratkilometer. Det finns inga avrinningsområden uppströms utan avrinningsområdet är högsta punkten. Vattendraget som avvattnar avrinningsområdet har biflödesordning 5, vilket innebär att vattnet flödar genom totalt 5 vattendrag innan det når havet efter 357 kilometer. Avrinningsområdet består mestadels av skog (69 procent) och sankmarker (15 procent). Avrinningsområdet har 0,13 kvadratkilometer vattenytor vilket ger det en sjöprocent på 11,9 procent.